# The Metal Opera - Part II
The Metal Opera Part II è il secondo album di Avantasia, uscito nel 2002.

## Trama
Dopo aver recuperato il sigillo e averlo portato alla città degli elfi, Gabriel non è ancora soddisfatto; vuole sapere altro su Avantasia, così Elderane lo manda all'albero della conoscenza (Bob Catley). Là Gabriel ha una visione di Bruder Jakob che sopporta un grandissimo dolore in un lago di fiamme (The Final Sacrifice). Elderane gli racconta di un grande calice d'oro che si trova nelle catacombe di Roma, nelle quali sono rinchiuse una moltitudine di anime torturate, e lo mette in guardia contro la bestia a guardia del calice. Nonostante il tentativo degli elfi di scoraggiarli, Gabriel e Regrin ritornano nel mondo degli uomini, trovano il calice e lo distruggono, permettendo così alle anime di scappare (Chalice of Agony). La bestia si sveglia e li attacca entrambi; il nano viene ucciso, ma Gabriel riesce a fuggire.
Dopodiché Gabriel ritorna da Vandroiy, che lo stava aspettando. Il druido rispetta il patto e si intrufola nelle prigioni di notte per liberare Anna. Là trova un "purificato" Bruder Jakob (Memory) che pianificava di fare lo stesso. Fald von Kronberg, che cominciava ad avere dei dubbi sulle proprie azioni, li trova e si appresta ad arrestarli. Comincia il combattimento nel quale Kronberg uccide Vandroiy e poi viene trucidato da Bruder Jackob. Anna può fuggire e si riunisce a Gabriel. Insieme vanno verso il loro futuro sconosciuto (Into The Unknown).

## Tracce
Testi e musiche di Tobias Sammet.
1. The Seven Angels (feat. Andre Matos, David DeFeis, Kai Hansen, Michael Kiske, Oliver Hartmann, Rob Rock, Timo Tolkki) – 14:15
2. No Return (feat. Andre Matos, Michael Kiske) – 4:28
3. The Looking Glass (feat. Bob Catley) – 4:48
4. In Quest For (feat. Bob Catley) – 3:52
5. The Final Sacrifice (feat. Andre Matos, David DeFeis) – 5:00
6. Neverland (feat. Rob Rock) – 4:57
7. Anywhere – 5:26
8. Chalice Of Agony (feat. Kai Hansen) – 6:00
9. Memory (feat. Ralf Zdiarstek) – 5:39
10. Into The Unknown (feat. Sharon den Adel) – 4:24
11. Chalice of Agony (traccia bonus, versione modificata) – 5:03
12. Avantasia (traccia bonus, versione singolo) – 4:08

Durata totale: 68:00

## Formazione

### Musicisti
- Henjo Richter (Gamma Ray) - chitarra ritmica e solista (Tutti i brani)
- Markus Großkopf (Helloween) - basso (Tutti i brani)
- Alex Holzwarth (Rhapsody of Fire) - batteria (Tutti i brani)
- Tobias Sammet (Edguy) - tastiere (Tutti i brani)
- Norman Meiritz - chitarra ritmica ("Into The Unknown")
- Frank Tischer - pianoforte ("The Seven Angels", "In Quest For", "Anywhere")
- Jens Ludwig (Edguy) - chitarra solista ("The Final Sacrifice", "Memory")
- Timo Tolkki (ex-Stratovarius) - chitarra solista ("The Seven Angels", "Into The Unknown")
- Eric Singer (KISS) - batteria ("Into The Unknown")

### Cantanti
- Gabriel Laymann, monaco - Tobias Sammet (Edguy) - Tutti i brani
- Papa Clemente VIII - Oliver Hartmann (ex-At Vance) - "The Seven Angels"
- Lugaid Vandroiy, druido - Michael Kiske (Helloween) - "The Seven Angels", "No Return"
- Vescovo Johann Adam von Bicken - Rob Rock (Impellitteri) - "The Seven Angels", "Neverland"
- Frate Jakob - David DeFeis (Virgin Steele) - "The Seven Angels", "The Final Sacrifice"
- Voice nella Torre - Timo Tolkki (ex-Stratovarius) - "The Seven Angels"
- Regrin il nano - Kai Hansen (Gamma Ray, Helloween) - "The Seven Angels", "Chalice Of Agony"
- Elderane l'elfo - Andre Matos (Shaman, ex-Angra) - "The Seven Angels", "No Return", "Chalice Of Agony"
- L'Albero della Conoscenza - Bob Catley (Magnum) - "The Looking Glass", "In Quest For"
- Magistrato Falk von Kronberg - Ralf Zdiarstek - "Memory"
- Anna Held - Sharon den Adel (Within Temptation) - "Into The Unknown"